# Loma de Cedro
Loma de Cedro är en ort i Mexiko.   Den ligger i kommunen San Lucas Ojitlán och delstaten Oaxaca, i den sydöstra delen av landet, 300 km sydost om huvudstaden Mexico City. Loma de Cedro ligger 109 meter över havet och antalet invånare är 849.
Terrängen runt Loma de Cedro är platt åt nordost, men åt sydväst är den kuperad. Runt Loma de Cedro är det ganska glesbefolkat, med 39 invånare per kvadratkilometer. Närmaste större samhälle är San Lucas Ojitlán, 8,2 km öster om Loma de Cedro. I omgivningarna runt Loma de Cedro växer i huvudsak städsegrön lövskog.